# Fórmula Futuro Fiat 2011

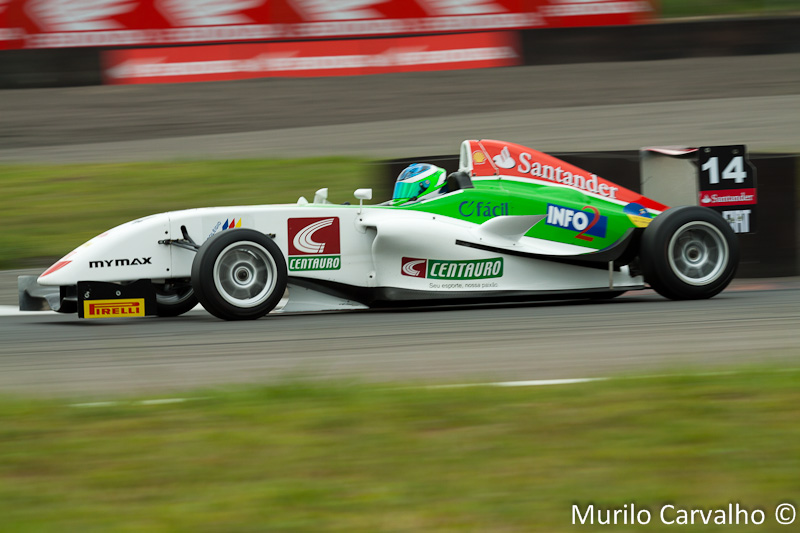
Guilherme Silva na ultima etapa da Fórmula Futuro 2011 em Nova Santa Rita, RS.

A temporada 2011 foi a segunda edição da Fórmula Futuro Fiat. O campeão foi o piloto mineiro Guilherme Silva.

## Calendário e resultados
| Etapa | Etapa | Circuito                              | Data           | Pole             | Volta mais rápida | Vencedor        |
| ----- | ----- | ------------------------------------- | -------------- | ---------------- | ----------------- | --------------- |
| 1     | R1    | Autódromo José Carlos Pace            | 7 de maio      | John Louis       | Victor Franzoni   | John Louis      |
| 1     | R2    | Autódromo José Carlos Pace            | 8 de maio      |                  | Felipe Donato     | Victor Franzoni |
| 2     | R1    | Autódromo Internacional Nelson Piquet | 11 de junho    | Guilherme Silva  | Guilherme Silva   | Guilherme Silva |
| 2     | R2    | Autódromo Internacional Nelson Piquet | 12 de junho    |                  | John Louis        | Luir Miranda    |
| 3     | R1    | Autódromo Internacional Ayrton Senna  | 16 de julho    | John Louis       | Victor Franzoni   | John Louis      |
| 3     | R2    | Autódromo Internacional Ayrton Senna  | 17 de julho    |                  | Victor Franzoni   | Luir Miranda    |
| 4     | R1    | Autódromo José Carlos Pace            | 13 de agosto   | Luir Miranda     | John Louis        | Guilherme Salas |
| 4     | R2    | Autódromo José Carlos Pace            | 14 de agosto   |                  | Eduardo Banzoli   | John Louis      |
| 5     | R1    | Autódromo Internacional de Curitiba   | 24 de setembro | Lucas de la Vega | Victor Franzoni   | Victor Franzoni |
| 5     | R2    | Autódromo Internacional de Curitiba   | 25 de setembro |                  | Victor Franzoni   | John Louis      |
| 6     | R1    | Velopark, Nova Santa Rita             | 29 de outubro  | John Louis       | Luir Miranda      | Guilherme Salas |
| 6     | R2    | Velopark, Nova Santa Rita             | 30 de outubro  |                  | Victor Franzoni   | Guilherme Silva |

## Classificação
| Pos | Piloto           | SAO | SAO | BRA | BRA | LON | LON | SAO | SAO | CUR | CUR | VEL | VEL | Pontos |
| --- | ---------------- | --- | --- | --- | --- | --- | --- | --- | --- | --- | --- | --- | --- | ------ |
| 1   | Guilherme Silva  | 3   | 2   | 1   | 2   | 8   | 6   | 3   | 4   | 2   | Ret | 2   | 1   | 123    |
| 2   | Luir Miranda     | 2   | 3   | 6   | 1   | 2   | 1   | Ret | NC  | 3   | 4   | 4   | 2   | 116    |
| 3   | John Louis       | 1   | Ret | 2   | 7   | 1   | 5   | 2   | 1   | Ret | 1   | 6   | Ret | 112    |
| 4   | Guilherme Salas  | 4   | 6   | 7   | 4   | Ret | 9   | 1   | 5   | 6   | 2   | 1   | 4   | 98     |
| 5   | Victor Franzoni  | 7   | 1   | 4   | DSQ | 3   | 8   | 7   | Ret | 1   | 3   | 3   | 3   | 98     |
| 6   | Felipe Donato    | 11  | 7   | 3   | 5   | 4   | 10  | 5   | 2   | 5   | Ret | 5   | 5   | 72     |
| 7   | Eduardo Banzolli | 6   | Ret | 9   | 6   | 6   | 3   | 4   | 3   | 4   | 5   | Ret | 6   | 68     |
| 8   | Lucas de la Vega | 10  | 5   | 5   | DSQ | 5   | 7   | 6   | 6   | 7   | 6   |     |     | 43     |
| 9   | Johilton Pavlak  | 8   | 8   | 8   | 3   | 9   | 2   |     |     |     |     |     |     | 31     |
| 10  | Ricardo Landucci | 9   | Ret | 10  | 8   | 7   | 4   | Ret | 7   |     |     |     |     | 18     |
| 11  | André Predalli   | 5   | 4   |     |     |     |     |     |     |     |     |     |     | 16     |
|     | Francisco Alfaya |     |     | NL  | NL  |     |     |     |     |     |     |     |     | 0      |
| Pos | Piloto           | SAO | SAO | BRA | BRA | LON | LON | SAO | SAO | CUR | CUR | VEL | VEL | Points |

| Cor      | Resultado            |
| -------- | -------------------- |
| Ouro     | Vencedor             |
| Prata    | 2º lugar             |
| Bronze   | 3º lugar             |
| Verde    | Terminou, nos pontos |
| Azul     | Terminou, sem pontos |
| Púrpura  | Retirou-se (Ret)     |
| Vermelho | Não qualificado (NQ) |
| Preto    | Desqualificado (DSQ) |
| Branco   | Não largou (NL)      |
| Sem cor  | Não participou (NP)  |
| Sem cor  | Lesionado (Les)      |
| Sem cor  | Excluído (EX)        |